# Maison de l'Arrière-Faucille
La Maison de l'Arrière-Faucille (De Achtersikkel en néerlandais) est un édifice classé de style gothique et traditionnel situé au centre de la ville de Gand, dans la province de Flandre-Orientale en Belgique.
Cette maison du XIVe siècle doit son nom au fait qu'elle se trouve à l'arrière des maisons patriciennes de la Grande Faucille (De Grote Sikkel) et de la Petite Faucille (De Kleine Sikkel), nommées ainsi d'après leurs propriétaires de l'époque, la famille Van der Sickelen ou Van der Zickelen.

## Localisation
La Maison de l'Arrière-Faucille se dresse dans la rue du Refuge (Biezekapelstraat), non loin de la place Saint-Bavon et de la rue du Marché au beurre (Botermarkt), dans les environs immédiats de la cathédrale Saint-Bavon, du beffroi de Gand et du Grand Théâtre de la Ville de Gand.

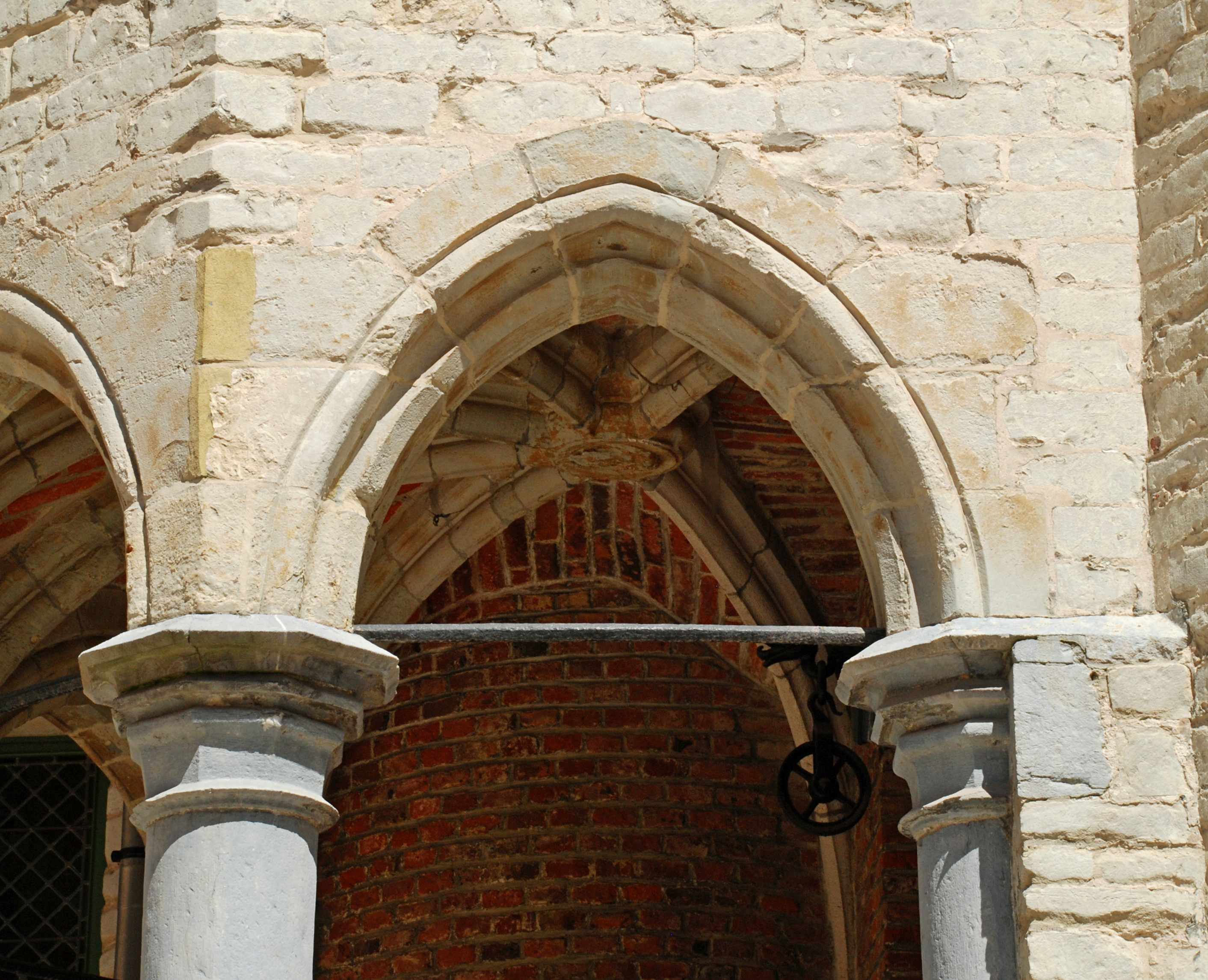
Une des arcades ogivales qui soutiennent la chapelle.

## Historique
L'édifice comprend plusieurs bâtiments construits à des époques différentes et dans des matériaux différents.
La partie la plus ancienne est constituée d'une tour ronde en brique rouge, datant de la première moitié du XIVe siècle, flanquée d'un bâtiment crénelé.
Au XVe siècle, une tour ronde en grès blanc est construite au milieu de la cour, et une chapelle de style gothique lui est adjointe à la fin du XVe siècle.
Au XVIe siècle, une aile dotée d'arcades est construite à l'est et un belvédère octogonal (daté jadis de 1566 sur les lambris intérieurs) est ajouté au sommet de la tour.

## Classement
La Maison de l'Arrière-Faucille est classée comme monument historique depuis le 2 septembre 1943 et figure à l'inventaire du patrimoine immobilier de la Région flamande sous la référence 24492.

## Architecture
Au centre de la cour de la Maison de l'Arrière-Faucille se dresse une haute tour ronde en grès comportant cinq niveaux séparés l'un de l'autre par des cordons de pierre. Les quatre premiers niveaux, dont un niveau de sous-sol, sont percés de petites fenêtres carrées destinées à éclairer l'escalier intérieur. La tour se termine par un belvédère octogonal ajouté durant la deuxième moitié du XVIe siècle, rythmé par des pilastres entre lesquels alternent des fenêtres à croisée surmontées de frontons cintrés alternant avec des niches à fronton triangulaire.
Une élégante chapelle gothique octogonale est adossée à la tour. Placée en hauteur, la chapelle est portée par une galerie faite de colonnes en pierre bleue portant des arcs ogivaux moulurés en grès. La galerie abrite un puits profond dont la margelle est en grès.
Derrière la tour se dresse un bâtiment en briques rouges surmonté de créneaux. Ce bâtiment possède un soubassement de grès et plusieurs niveaux de fenêtres à croisée ou à meneau et aux piédroits harpés, séparés par des cordons de grès. Ces cordons de pierre se continuent sur la tour ronde d'angle en brique rouge, datée de la première moitié du XIVe siècle, qui est percée de petites fenêtres carrées aux niveaux inférieurs et de meurtrières au dernier niveau.
L'est est occupé par une aile du XVIe siècle, dotée d'arcades en grès, de fenêtres à croisée et de chaînages d'angle en grès.

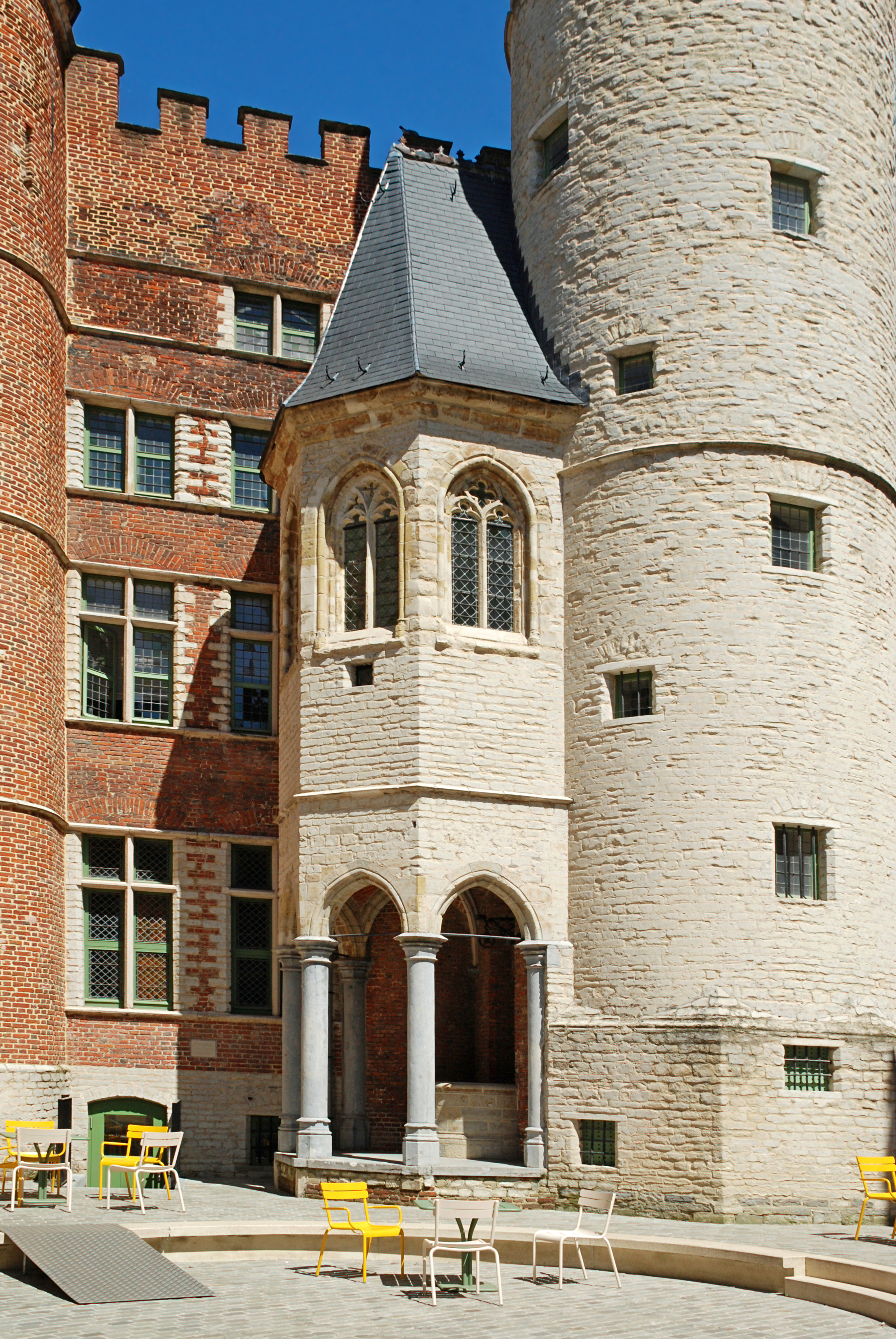
La chapelle gothique.
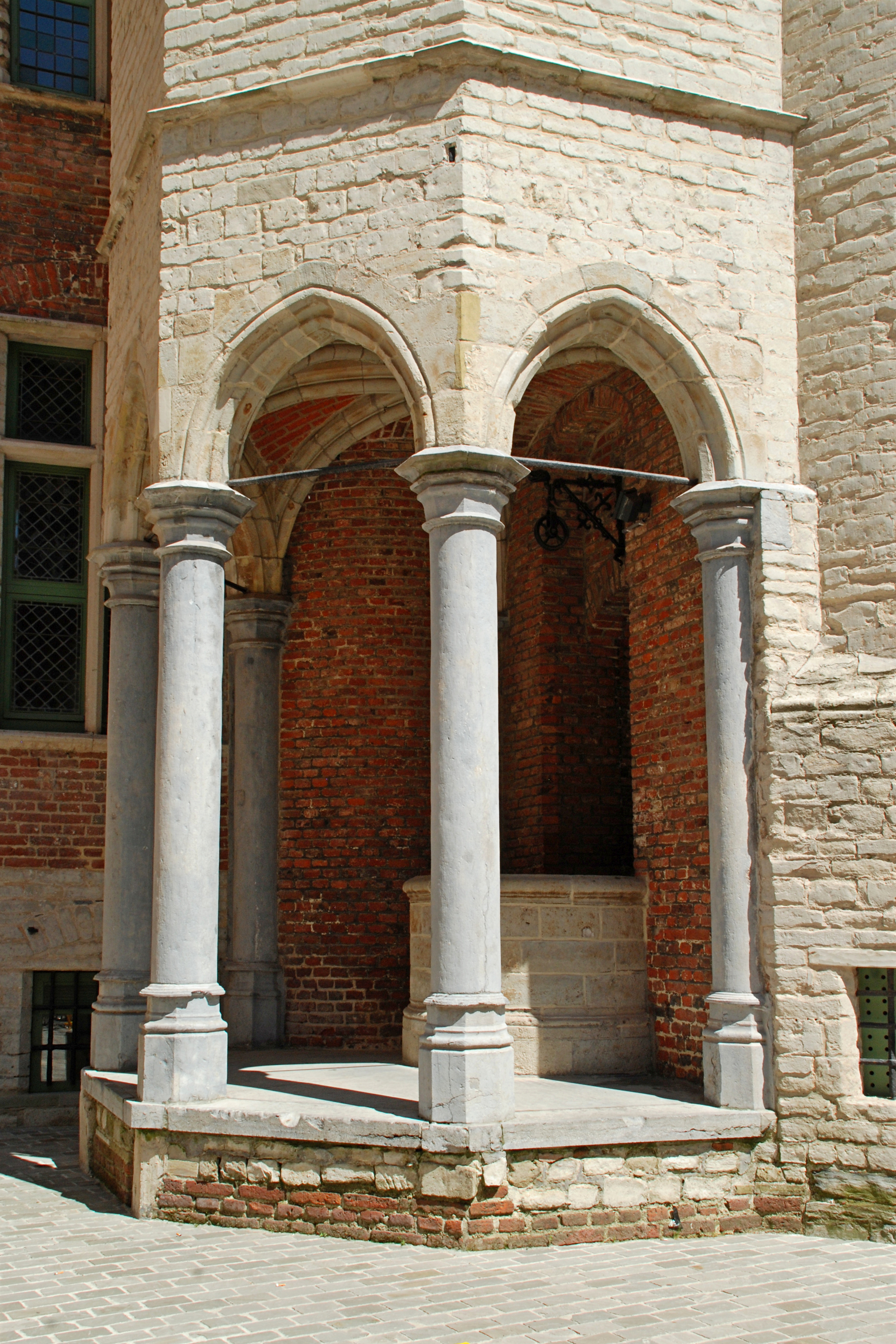
La galerie qui soutient la chapelle.
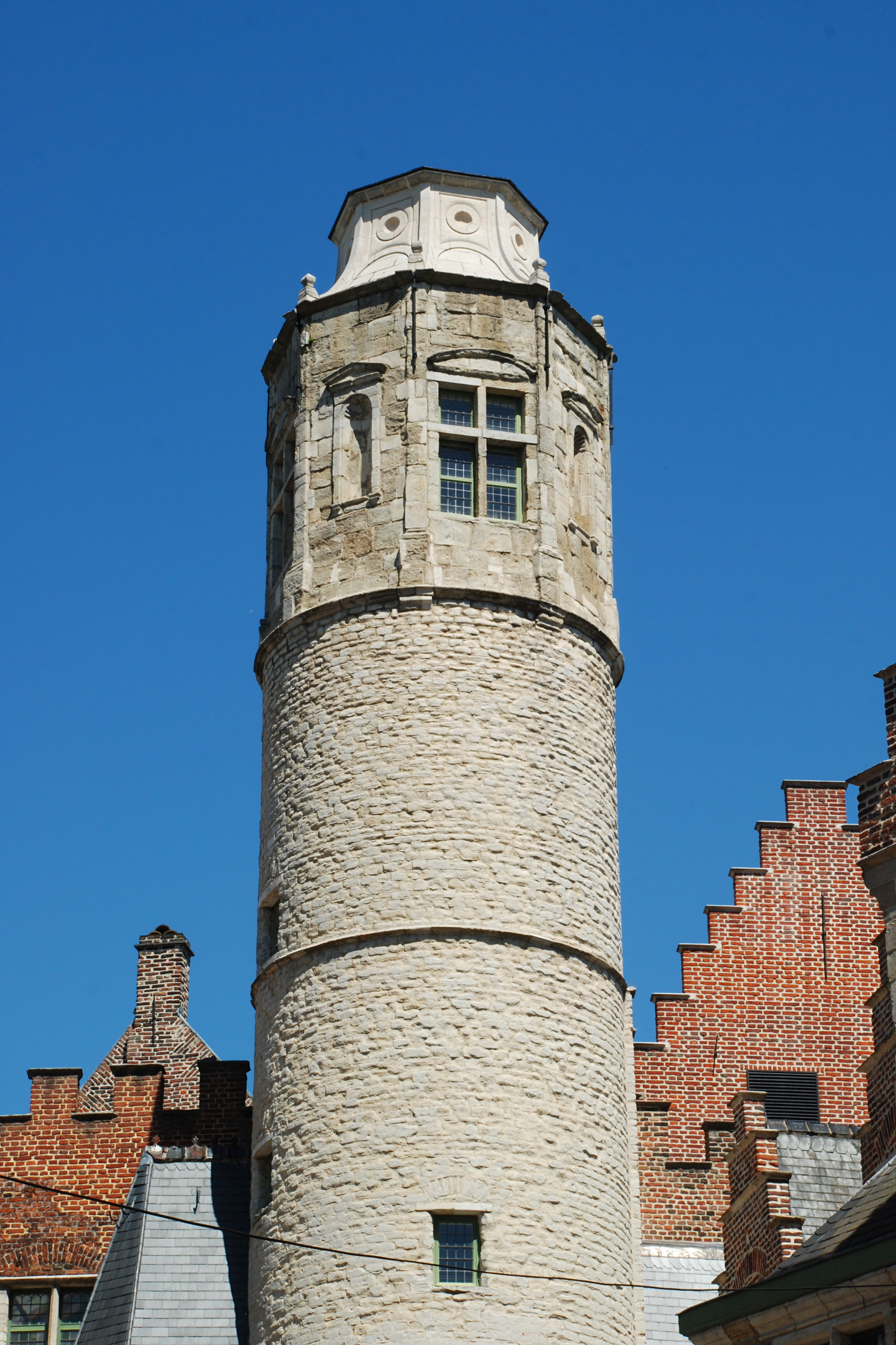
Le belvédère qui couronne la tour de grès.
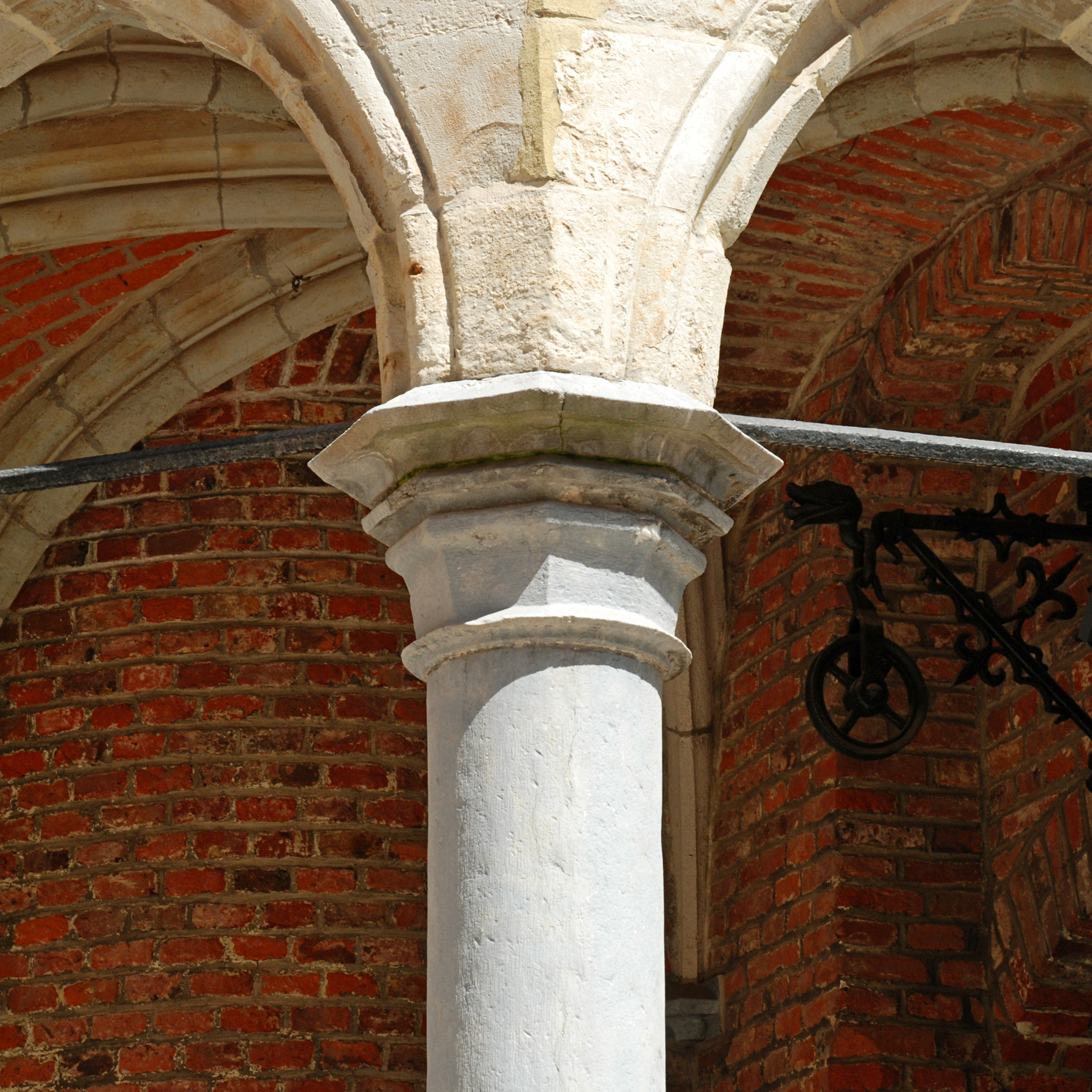
Chapiteau.